# Кобзарцы
Кобзарцы (укр. Кобзарці) — село в Снигирёвском районе Николаевской области Украины.
Основано в 1924 году. Население по переписи 2001 года составляло 1081 человек. Почтовый индекс — 57325. Телефонный код — 5162. Занимает площадь 1,04 км².

## Местный совет
57325, Николаевская обл., Снигирёвский р-н, с. Кобзарцы, ул. Ленина, 6